# NK Đurđenovac
Nogometni klub Đurđenovac hrvatski je nogometni klub iz Đurđenovca nedaleko Našica u Osječko-baranjskoj županiji. Trenutačno se natječe u 2. ŽNL Osječko-baranjskoj NS Našice.
NK Đurđenovac je član Nogometnog središta Našice te Nogometnog saveza Osječko-baranjske županije. U klubu treniraju četiri kategorije: početnici, pioniri, juniori i seniori, a aktivni su i veterani koji igraju prijateljske utakmice s ekipama iz okolnih mjesta.

## Povijest
Uređenjem nogometnog igrališta 1920. osnivaju se čak dva nogometna kluba. Tvrtka 28. ožujka 1921. osniva svoj nogometni klub (u rukovodstvu kluba bili su direktori, zamjenici direktora i viši činovnici iz tvrtke) pod imenom Športski klub "Taninpila" koji se godinama zadržao u samom vrhu slavonskog nogometa. Tvrtka je uspjela sagraditi gledalište i dovoditi vrsne igrače iz drugih sredina. 1946. godine klub mijenja ime u NK Sloga, da bi od 1965. godine nosio današnje ime – NK Đurđenovac.
Taninpila je 1930. igrala u Pokrajinskom prvenstvu s klubovima Baranja Darda, BSK Beketinci, Certissa Đakovo, DMŠK Donji Miholjac, Fruškogorac Šid, Građanski Brčko, Hajduk Orašje, Jovalija Valpovo, Proleter Đurđenovac, Silni Bilje, Sloga Donji Miholjac, Šparta Beli Manastir i Šparta Vukovar.
Klupske boje 1932. bile su crna i bijela.
U sezoni 2013./14. klub se natjecao u 2. ŽNL Osječko-baranjskoj NS Našice koju je završio na prvom mjestu te se plasirao u 1. ŽNL Osječko-baranjsku.
U sezoni 2014./15. klub se natjecao u 1. ŽNL Osječko-baranjske županije koju je završio na devetom mjestu te osigurao ostanak u 1. ŽNL Osječko-baranjske. Nakon sezone 2016./17. klub ispada u niži rang: 2. ŽNL Osječko-baranjsku NS Našice.
U sezoni 2018./19. klub se natjecao u 2. ŽNL Osječko-baranjskoj NS Našice koju je završio na prvom mjestu, te se plasirao u 1. ŽNL.

## Uspjesi kluba
- 2006./07., 2010./11., 2013./14. i 2018./19. – prvak 2. ŽNL Osječko-baranjske NS Našice
- 2021./22. – osvajač Kupa NS Našice

## Vanjske poveznice
- NK Đurđenovac
- Profil, HNS Semafor
- http://www.nogos.info/  Arhivirana inačica izvorne stranice od 22. svibnja 2016. (Wayback Machine)